# 水师营街道
水师营街道，是中华人民共和国辽宁省大連市旅顺口区下辖的一个街道。历史上，清朝政府曾在旅顺口设置的水师营。

## 行政区划
水师营街道下辖以下地区：
新城社区、龙泉社区、营顺社区、前夹山村、大王村、三八里村、水师营村、火石岭村、西沟村、寺沟村和小南村。